# Törökország az 1988. évi nyári olimpiai játékokon
Törökország a dél-koreai Szöulban megrendezett 1988. évi nyári olimpiai játékok egyik részt vevő nemzete volt. Az országot az olimpián 9 sportágban 41 sportoló képviselte, akik összesen 2 érmet szereztek.

## Érmesek
| Érem  | Versenyző         | Sportág    | Versenyszám        |
| ----- | ----------------- | ---------- | ------------------ |
| Arany | Naim Süleymanoğlu | Súlyemelés | 60 kg              |
| Ezüst | Necmi Gençalp     | Birkózás   | Szabadfogás, 82 kg |

## Atlétika
Férfi
| Versenyző    | Versenyszám | Előfutam | Előfutam | Előfutam | Elődöntő | Elődöntő | Elődöntő | Döntő   | Döntő    |
| Versenyző    | Versenyszám | Idő      | Hely.    | Össz.    | Idő      | Hely.    | Össz.    | Idő     | Helyezés |
| ------------ | ----------- | -------- | -------- | -------- | -------- | -------- | -------- | ------- | -------- |
| Zeki Öztürk  | 1500 m      | 3:54,26  | 12.      | 49.      | kiesett  | kiesett  | kiesett  | kiesett | kiesett  |
| Mehmet Terzi | Maraton     |          |          |          |          |          |          | 2:20:12 | 32.      |
| Ahmet Altun  | Maraton     |          |          |          |          |          |          | 2:37:44 | 71.      |

Női
| Versenyző  | Versenyszám | Előfutam | Előfutam | Előfutam | Elődöntő | Elődöntő | Elődöntő | Döntő   | Döntő    |
| Versenyző  | Versenyszám | Idő      | Hely.    | Össz.    | Idő      | Hely.    | Össz.    | Idő     | Helyezés |
| ---------- | ----------- | -------- | -------- | -------- | -------- | -------- | -------- | ------- | -------- |
| Semra Aksu | 400 m gát   | 57,20    | 6.       | 24.      | kiesett  | kiesett  | kiesett  | kiesett | kiesett  |

## Birkózás
Kötöttfogású
| Versenyző   | Versenyszám | Vigaszágas kiesés | Vigaszágas kiesés | Helyosztók        | Helyosztók        | Bronz- mérkőzés   | Döntő             | Helyezés    |
| Versenyző   | Versenyszám | Vigaszágas kiesés | Vigaszágas kiesés | 7. helyért        | 5. helyért        | Bronz- mérkőzés   | Döntő             | Helyezés    |
| Versenyző   | Versenyszám | Ellenfél Eredmény | Hely.             | Ellenfél Eredmény | Ellenfél Eredmény | Ellenfél Eredmény | Ellenfél Eredmény | Helyezés    |
| ----------- | ----------- | --- | ----------------- | ----------------- | ----------------- | ----------------- | ----------------- | ----------- |
| Erol Kemah  | 52 kg       | A csoport · Florentino Tirante (PHI) · 18–0 · Alekszandr Ignatyenko (URS) · kétvállas · Hriszto Filcsev (BUL) · 0–17                                                        | 6.                | kiesett           | kiesett           | kiesett           | kiesett           | helyezetlen |
| Zeki Şahin  | 62 kg       | B csoport · Hugo Dietsche (SUI) · 2–3 · Carlos Fernández (ESP) · 12–0 · Peter Behl (FRG) · passzivitás                                                                      | 6.                | kiesett           | kiesett           | kiesett           | kiesett           | helyezetlen |
| Sümer Koçak | 68 kg       | B csoport · Jerzy Kopański (POL) · passzivitás · Abdel Latif Abdel Latif (EGY) · kétvállas · Arisztídisz Grigorákisz (GRE) · passzivitás · Repka Attila (HUN) · passzivitás | 7.                | kiesett           | kiesett           | kiesett           | kiesett           | helyezetlen |
| Erhan Balcı | 74 kg       | B csoport · Martial Mischler (FRA) · passzivitás · Reza Anduz (IRI) · passzivitás · Daulet Turlihanov (URS) · passzivitás                                                   | 6.                | kiesett           | kiesett           | kiesett           | kiesett           | helyezetlen |

Szabadfogású
| Versenyző       | Versenyszám | Vigaszágas kiesés | Vigaszágas kiesés | Helyosztók        | Helyosztók                           | Bronz- mérkőzés                           | Döntő                                 | Helyezés    |
| Versenyző       | Versenyszám | Vigaszágas kiesés | Vigaszágas kiesés | 7. helyért        | 5. helyért                           | Bronz- mérkőzés                           | Döntő                                 | Helyezés    |
| Versenyző       | Versenyszám | Ellenfél Eredmény | Hely.             | Ellenfél Eredmény | Ellenfél Eredmény                    | Ellenfél Eredmény                         | Ellenfél Eredmény                     | Helyezés    |
| --------------- | ----------- | --- | ----------------- | ----------------- | ------------------------------------ | ----------------------------------------- | ------------------------------------- | ----------- |
| İlyas Şükrüoğlu | 48 kg       | B csoport · Amos Ojo Adekunle (NGR) · 8–1 · Nasser Zeinalnia (IRI) · 3–4 · Javier Delgado (COL) · 9–6 · a 4. fordulóban erőnyerő · Tim Vanni (USA) · 3–5 · Kobajasi Takasi (JPN) · 5–6                                   | 3.                |                   | Reiner Heugabel (FRG) · passzivitás  |                                           |                                       | 6.          |
| Arslan Seyhanlı | 52 kg       | A csoport · Surya Saputra (INA) · 15–0 · Garba Lame (NGR) · 16–1 · Władysław Stecyk (POL) · 8–4 · Volodimir Tohuzov (URS) · 4–5 · Thierry Bourdin (FRA) · 3–2 · Šaban Trstena (YUG) · 3–7                                | 3.                |                   | Kim Dzsongo (Kim Jong-O) (KOR) · 5–4 |                                           |                                       | 5.          |
| Ahmet Ak        | 57 kg       | A csoport · az 1. fordulóban erőnyerő · Barry Davis (USA) · 11–5 · Josef-Georg Auer (AUT) · 15–0 · Kanehama Rjó (JPN) · 5–4 · Nagy Béla (HUN) · 11–4 · Szergej Beloglazov (URS) · 3–12                                   | 2.                |                   |                                      | No Gjongszon (No Gyeong-Seon) (KOR) · 8–9 |                                       | 4.          |
| Selman Kaygusuz | 62 kg       | B csoport · François Yinga (CMR) · kétvállas · Li Hszien-csi (Li Xianji) (CHN) · 13–5 · Gary Bohay (CAN) · 5–6 | 7.                | kiesett           | kiesett                              | kiesett                                   | kiesett                               | helyezetlen |
| Fevzi Şeker     | 68 kg       | B csoport · az 1. fordulóban kiemelt · Cris Brown (AUS) · 2–3 · Podolszki Attila (HUN) · sérülés · David McKay (CAN) · 7–9                                                                                               | 7.                | kiesett           | kiesett                              | kiesett                                   | kiesett                               | helyezetlen |
| Necmi Gençalp   | 82 kg       | B csoport · Dvorák László (HUN) · kétvállas · Alekszandr Tambovcev (URS) · 5–4 · Reiner Trik (FRG) · 8–0 · Hans Gstöttner (GDR) · 6–8 · Jouni Ilomäki (FIN) · 2–1 · a 6. fordulóban erőnyerő · Mark Schultz (USA) · 14–0 | 1.                |                   |                                      |                                           | Han Mjongu (Han Myeong-U) (KOR) · 0–4 |             |
| Mehmet Türkkaya | 90 kg       | A csoport · Mohammad Taj (AFG) · 14–4 · Iraklísz Deszkulídisz (GRE) · kizárták · a 3. fordulóban erőnyerő · Óta Akira (JPN) · kétvállas                                                                                  | 7.                | kiesett           | kiesett                              | kiesett                                   | kiesett                               | helyezetlen |
| Hayri Sezgin    | 100 kg      | A csoport · Jackson Bidei (NGR) · kétvállas · Leri Habelovi (URS) · 2–9 · Uwe Neupert (GDR) · 3–5 | 5.                | kiesett           | kiesett                              | kiesett                                   | kiesett                               | helyezetlen |

## Cselgáncs
| Versenyző       | Versenyszám | Csoport | Selejtező                          | 32-es főtábla                        | Nyolcaddöntő                    | Negyeddöntő       | Elődöntő          | Vigaszág nyolcaddöntő | Vigaszág negyeddöntő | Vigaszág elődöntő | Bronz- mérkőzés   | Döntő             | Helyezés |
| Versenyző       | Versenyszám | Csoport | Ellenfél Eredmény                  | Ellenfél Eredmény                    | Ellenfél Eredmény               | Ellenfél Eredmény | Ellenfél Eredmény | Ellenfél Eredmény     | Ellenfél Eredmény    | Ellenfél Eredmény | Ellenfél Eredmény | Ellenfél Eredmény | Helyezés |
| --------------- | ----------- | ------- | ---------------------------------- | ------------------------------------ | ------------------------------- | ----------------- | ----------------- | --------------------- | -------------------- | ----------------- | ----------------- | ----------------- | -------- |
| Haldun Efemgil  | Légsúly     | A       | erőnyerő                           | Csák József (HUN) · 0000–0001        | kiesett                         | kiesett           | kiesett           |                       |                      |                   |                   |                   | 20.      |
| Yavuz Yolcu     | Harmatsúly  | B       | erőnyerő                           | Claudio Yafuso (ARG) · 0000–0001     | kiesett                         | kiesett           | kiesett           |                       |                      |                   |                   |                   | 20.      |
| Alpaslan Ayan   | Könnyűsúly  | B       | Jambalyn Ganbold (MGL) · 1000–0000 | Ezio Gamba (ITA) · 0010–0010 (bírói) | kiesett                         | kiesett           | kiesett           |                       |                      |                   |                   |                   | 19.*     |
| Temel Çakıroğlu | Váltósúly   | B       | erőnyerő                           | Luis Val (AUS) · 0000 (bírói)–0000   | Basir Varajev (URS) · 0000–0110 | kiesett           | kiesett           |                       |                      |                   |                   |                   | 14.      |

* - Az A csoportban szereplő, eredetileg bronzérmes brit Kerrith Brownt utólag kizárták, ezért Ayan a 20. helyett a 19. helyen végzett.

## Íjászat
Férfi
| Versenyző                         | Versenyszám | Selejtező | Selejtező | Nyolcaddöntő | Nyolcaddöntő | Negyeddöntő | Negyeddöntő | Elődöntő | Elődöntő | Döntő   | Döntő    |
| Versenyző                         | Versenyszám | Pont      | Hely.     | Pont         | Hely.        | Pont        | Hely.       | Pont     | Hely.    | Pont    | Helyezés |
| --------------------------------- | ----------- | --------- | --------- | ------------ | ------------ | ----------- | ----------- | -------- | -------- | ------- | -------- |
| Vedat Erbay                       | Egyéni      | 1257      | 18.       | 302          | 22.          | kiesett     | kiesett     | kiesett  | kiesett  | kiesett | kiesett  |
| Kerem Ersü                        | Egyéni      | 1237      | 34.       | kiesett      | kiesett      | kiesett     | kiesett     | kiesett  | kiesett  | kiesett | kiesett  |
| Izzet Avcı                        | Egyéni      | 1192      | 61.       | kiesett      | kiesett      | kiesett     | kiesett     | kiesett  | kiesett  | kiesett | kiesett  |
| Izzet Avcı Vedat Erbay Kerem Ersü | Csapat      | 3686      | 14.       |              |              |             |             | kiesett  | kiesett  | kiesett | kiesett  |

Női
| Versenyző                         | Versenyszám | Selejtező | Selejtező | Nyolcaddöntő | Nyolcaddöntő | Negyeddöntő | Negyeddöntő | Elődöntő | Elődöntő | Döntő   | Döntő    |
| Versenyző                         | Versenyszám | Pont      | Hely.     | Pont         | Hely.        | Pont        | Hely.       | Pont     | Hely.    | Pont    | Helyezés |
| --------------------------------- | ----------- | --------- | --------- | ------------ | ------------ | ----------- | ----------- | -------- | -------- | ------- | -------- |
| Huriye Ekşi                       | Egyéni      | 1205      | 41.       | kiesett      | kiesett      | kiesett     | kiesett     | kiesett  | kiesett  | kiesett | kiesett  |
| Elif Ekşi                         | Egyéni      | 1204      | 42.       | kiesett      | kiesett      | kiesett     | kiesett     | kiesett  | kiesett  | kiesett | kiesett  |
| Selda Ünsal                       | Egyéni      | 1181      | 50.       | kiesett      | kiesett      | kiesett     | kiesett     | kiesett  | kiesett  | kiesett | kiesett  |
| Elif Ekşi Huriye Ekşi Selda Ünsal | Csapat      | 3590      | 14.       |              |              |             |             | kiesett  | kiesett  | kiesett | kiesett  |

## Ökölvívás
| Versenyző   | Versenyszám | Selejtező                 | 32-es főtábla                     | Nyolcaddöntő      | Negyeddöntő       | Elődöntő          | Döntő             | Helyezés |
| Versenyző   | Versenyszám | Ellenfél Eredmény         | Ellenfél Eredmény                 | Ellenfél Eredmény | Ellenfél Eredmény | Ellenfél Eredmény | Ellenfél Eredmény | Helyezés |
| ----------- | ----------- | ------------------------- | --------------------------------- | ----------------- | ----------------- | ----------------- | ----------------- | -------- |
| Ramazan Gül | Légsúly     | John Lyon (GBR) · 4:1     | Gamal El-Din El-Koumy (EGY) · 1:4 | kiesett           | kiesett           | kiesett           | kiesett           | 17.      |
| Vedat Tutuk | Harmatsúly  | Edward Obewa (UGA) · 3:2  | René Breitbarth (GDR) · 0:5       | kiesett           | kiesett           | kiesett           | kiesett           | 17.      |
| Ali Çelikiz | Pehelysúly  | Darrell Hiles (AUS) · 0:5 | kiesett                           | kiesett           | kiesett           | kiesett           | kiesett           | 33.      |
| Kibar Tatar | Könnyűsúly  | erőnyerő                  | Héctor Arroyo (PUR) · 0:5         | kiesett           | kiesett           | kiesett           | kiesett           | 17.      |

## Sportlövészet
Női
| Versenyző  | Versenyszám | Selejtező | Selejtező | Döntő   | Döntő    |
| Versenyző  | Versenyszám | Pont      | Helyezés  | Pont    | Helyezés |
| ---------- | ----------- | --------- | --------- | ------- | -------- |
| Zeynep Oka | Légpuska    | 386       | 28.       | kiesett | kiesett  |

Nyílt
| Versenyző            | Versenyszám | Selejtező | Selejtező | Döntő   | Döntő    |
| Versenyző            | Versenyszám | Pont      | Helyezés  | Pont    | Helyezés |
| -------------------- | ----------- | --------- | --------- | ------- | -------- |
| Mehmet Bülent Torpil | Skeet       | 195       | 13.       | kiesett | kiesett  |

## Súlyemelés
| Versenyző         | Versenyszám | Szakítás | Szakítás | Lökés    | Lökés    | Összesen | Helyezés |
| Versenyző         | Versenyszám | Eredmény | Helyezés | Eredmény | Helyezés | Összesen | Helyezés |
| ----------------- | ----------- | -------- | -------- | -------- | -------- | -------- | -------- |
| Levent Erdoğan    | 52 kg       | 92,5     | 18.      | 125,0    | 12.      | 217,5    | 16.      |
| Naim Süleymanoğlu | 60 kg       | 152,5    | 1.       | 190,0    | 1.       | 342,5    |          |
| Ergün Batmaz      | 67,5 kg     | 145,0    | 4.       | 172,5    | 4.       | 317,5    | 5.       |
| Şahin Menge       | 75 kg       | 137,5    | 16.      | 175,0    | 12.      | 312,5    | 15.      |
| Ali Eroğlu        | 82,5 kg     | 145,0    | 10.      | 185,0    | 7.       | 330,0    | 8.       |

## Úszás
Férfi
| Versenyző      | Versenyszám  | Előfutam | Előfutam | Előfutam | Döntő   | Döntő   | Döntő   | Helyezés |
| Versenyző      | Versenyszám  | Idő      | Hely.    | Össz.    | Típus   | Idő     | Hely.   | Helyezés |
| -------------- | ------------ | -------- | -------- | -------- | ------- | ------- | ------- | -------- |
| Murat Tahir    | 50 m gyors   | 24,64    | 4.       | 42.*     | kiesett | kiesett | kiesett | kiesett  |
| Murat Tahir    | 100 m gyors  | 53,27    | 4.       | 44.      | kiesett | kiesett | kiesett | kiesett  |
| Hakan Eskioğlu | 100 m gyors  | 53,95    | 7.       | 52.      | kiesett | kiesett | kiesett | kiesett  |
| Hakan Eskioğlu | 50 m gyors   | 25,24    | 6.       | 50.      | kiesett | kiesett | kiesett | kiesett  |
| Hakan Eskioğlu | 200 m gyors  | 1:58,45  | 7.       | 52.      | kiesett | kiesett | kiesett | kiesett  |
| Hakan Eskioğlu | 200 m vegyes | 2:14,32  | 3.       | 39.      | kiesett | kiesett | kiesett | kiesett  |

* - egy másik versenyzővel azonos eredményt ért el

## Vitorlázás
Férfi
| Versenyző           | Versenyszám | Futam | Futam | Futam  | Futam | Futam   | Futam | Futam | Pontszám | Helyezés |
| Versenyző           | Versenyszám | 1     | 2     | 3      | 4     | 5       | 6     | 7     | Pontszám | Helyezés |
| ------------------- | ----------- | ----- | ----- | ------ | ----- | ------- | ----- | ----- | -------- | -------- |
| İbrahim Kakış       | Divízió II  | 41,0  | 34,0  | 46,0   | 39,0  | (52,0*) | 37,0  | 35,0  | 232,0    | 34.      |
| Halit Haluk Babacan | Finn dingi  | 21,0  | 27,0  | (28,0) | 26,0  | 27,0    | 23,0  | 21,0  | 145,0    | 24.      |

* - nem ért célba